# Ильвес, Иева
Иева Ильвес (эст. Ieva Ilves, девичья фамилия — Купце (эст. Kupce); род. 13 сентября 1977, Рига) — латвийский и эстонский государственный и общественный деятель, дипломат и эксперт по политике в области кибербезопасности. Первая леди Эстонии с января по октябрь 2016 года. Баллотировалась в качестве кандидата от Латвии на выборах в Европейский парламент в 2019 году от партии «Развитие/За!».
Иева Ильвес является одним из основателей различных общественных организаций, занимающихся вопросами безопасности, демократии и прав человека.

## Биография
Иева Ильвес родилась 13 сентября 1977 года в Риге. Провела детство в Салацгриве. Окончила среднюю школу в Лимбажи.

### Образование
Окончила Латвийский университет, получив в 2001 году степень магистра политологии. В 2012 году Ильвес получила вторую степень магистра (международная общественная политика) в Университете Джонса Хопкинса в Вашингтоне, США.

### Политическая карьера
Ильвес Иева начала свою дипломатическую карьеру в команде министерства иностранных дел Латвии в 1997 году и продолжила работу в области внешней политики и политики безопасности в нескольких учреждениях, уделяя особое внимание безопасности, демократии и правам человека.
В конце 1990-х Иева Ильвес была частью команды министерства иностранных дел Латвии, которая работала над целью вступления Латвии в НАТО. После успешного вступления страны в альянс Ильвес продолжила свою работу в области политики безопасности и демократии, делясь опытом и извлечёнными уроками Латвии со своими восточными соседями — Украиной, Белоруссией и Грузией.
В 2000 году она была одним из основателей Латвийской трансатлантической организации, впоследствии активно участвовала в разработке и осуществлении образовательных проектов и международных мероприятий. 30 апреля 2004 года стала членом-основателем и председателем правления общественной организации «Открытая Беларусь» в Латвии. «Открытая Беларусь» распространила политику и деятельность Латвии в Белоруссии путём поддержки там демократических процессов.
В 2005—2006 годах Иева была членом организационной группы Рижского саммита НАТО, направляя усилия местных властей и НАТО в сфере общественной дипломатии в рамках подготовки к этой встрече на высшем уровне в столице Латвии в 2006 году. С 2007 по 2010 год Ильвес работала в латвийской делегации при НАТО. В 2007—2010 годах Иева работала в латвийской делегации НАТО в Брюсселе, а в 2010—2011 годах она находилась в командировке в качестве политического советника специального представителя Европейского союза по Южному Кавказу в Азербайджане. В 2006 году она была командирована в Азербайджан в качестве политического советника специального представителя Европейского Союза по Южному Кавказу. Ильвес провела два года в Баку, занимаясь вопросами демократии, прав человека, энергетической безопасности и замороженных конфликтов. В результате её работы из тюрьмы были освобождены азербайджанские блогеры Эмин Милли и Аднан Гаджизаде.
В 2008 году Иева Ильвес была одним из основателей региональной общественной организации «Альянс от Балтийского до Чёрного моря».
В 2012 году Иева Ильвес и бывший посол США в НАТО Курт Волкер совместно написали книгу «Северно-балтийско-американское сотрудничество: формирование американо-европейской повестки дня». Авторы этой подборки статей делятся своими взглядами и опытом работы в пяти широких сферах трансатлантического интереса: создание единой и свободной Европы, встраивание и интеграция, Россия и Восток, энергетическая безопасность, продолжение участия США в европейских делах.

### Первая леди Эстонии

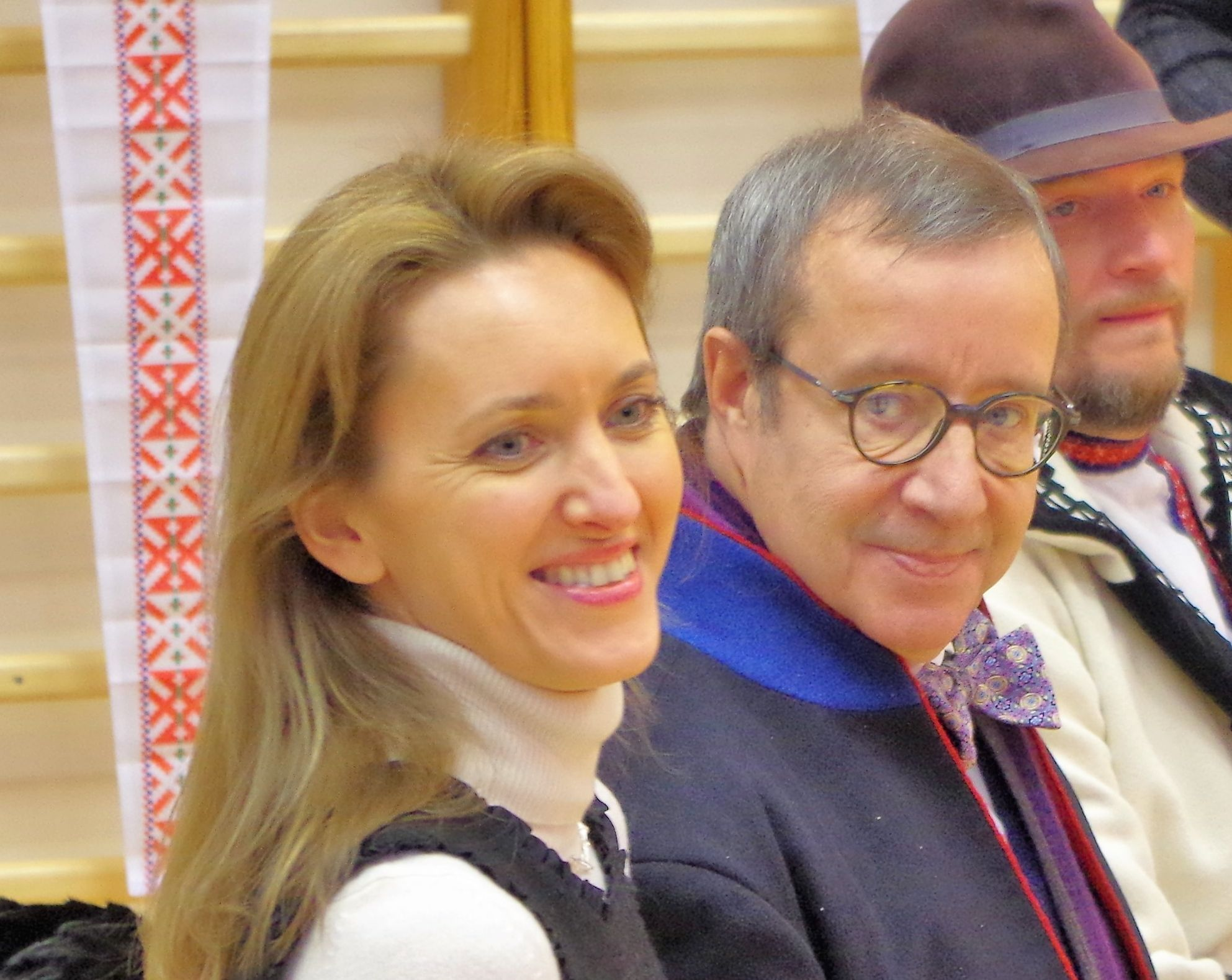
Иева Ильвес со своим супругом президентом Эстонии Тоомасом Хендриком Ильвесом. 12 января 2016 года

2 января 2016 года Иева вышла замуж за президента Эстонии Тоомаса Хендрика Ильвеса в церкви Святой Анны в Халлисте. Перед тем, как обвенчаться с Купце 2 января, Тоомас Хендрик Ильвес сказал следующее:
В последние полгода рядом со мной умная, обаятельная и счастливая женщина, с которой мы теперь соединили свои жизни.
В качестве первой леди Эстонии Иева Ильвес сопровождала своего супруга в нескольких общественных мероприятиях и многих зарубежных визитах, включая 71-ю сессию Генеральной Ассамблеи ООН, где она встретилась с бывшим президентом США Бараком Обамой и первой леди Мишель Обамой.
Статус первой леди Эстонской Республики для Иевы Ильвес нёс лишь формальный характер. Она отказалась от привилегий первой леди страны и объявила, что не будет выполнять публичных обязанностей, связанных с этим статусом. Ильвес посчитала нужным отказаться от предусмотренных законом ежемесячной представительской платы, секретаря и служебного автомобиля. Она заявила, что представительские обязанности супруги президента республики она будет исполнять в тех случаях, когда её участие будет необходимым. Иева Ильвес продолжила свою работу в Латвии, а к супругу прилетала в выходные.

### Дальнейшая деятельность
В октябре 2016 года вместе с мужем учредила акционерное общество Ilves Consulting Group с капиталом в 2,5 тысячи евро.
Занимала должность руководителя отдела по координации государственной кибербезопасности и политическим советником государственного секретаря в министерстве обороны Латвии. С июля 2019 года является советником президента Латвии по вопросам информационного пространства и дигитальной политики.

## Личная жизнь
Имеет трое детей: Ральфс Пундурс (род. 2002), Изабелла Купце (род. 2014) и Ханс Хендрик Ильвес (род. 2016).
В 2016—2023 годах была замужем за экс-президентом Эстонии Тоомасом Хендриком Ильвесом.
Мать Иевы — Велта Купце — работает учителем в Лимбажской художественной школе.
Владеет русским и английским языками, изучает эстонский.

## Награды
- 2004 — Памятная медаль министра обороны — за укрепление членства Латвии в НАТО;
- 2005 — Свидетельство о признании от министра иностранных дел Латвии — за вклад в развитие сотрудничества с неправительственными организациями и популяризацию насущных тем демократии в неправительственных организациях;
- 2006 — Свидетельство о признании от премьер-министра Латвии — за организацию Рижского саммита НАТО;
- 2007 — Крест Признания V степени — за вклад в организацию Рижского саммита НАТО[5].